# Марго Авріл
Марго Авріл (справжнє ім'я — Марго де Фуш'є, нар. 8 квітня 1991, Париж) — франко- і англомовна співачка, авторка пісень, фотограф, модель, інфлуенсер. Має громадянство Франції і США, оскільки її мати була американкою, а батько — французом. 
За її словами, те, що вона виросла в середовищі двох повністю різних культур, загострило її чутливість, здатність слухати і споглядати: «Я не знаю, чи вплинула подвійна національність безпосередньо на моє мистецтво, але майже напевно вона вплинула на те, ким я є...».
Лозунгом своєї творчості називає вираз Альбера Камю: «Créer, c’est vivre deux fois» («Творити — означає жити двічі»).

## Музика і фотографія
Здібності до співу проявились у дівчинки в ранньому віці. За словами Марго, коли їй було 6 чи 7 років, протягом одного тижня, але окремо, мати і дідусь сказали, що вона має красивий голос, і спитали, чи не хоче вона стати співачкою. Вона відповіла, що звичайно хоче. В той час вона слухала переважно ту музику, яку слухали батьки, — Боба Ділана, Пінк Флойд, Еріка Клептона, що в подальшому вплинуло на її творчий процес.
Мати Марго сама грала на фортепіано і записала доньку до консерваторії, де та відвідувала заняття з хору, теорії музики і театрального мистецтва. Додатково протягом 6 років дівчина брала домашні уроки гри на фортепіано.
Натомість іншою пристрастю Марго стала фотографія. Її батько працював архітектором і постійно робив багато світлин.
«Одного дня я взяла у батька фотоапарат Leica і почала знімати все, що було навкруги мене, — речі на столі, пейзаж за вікном, тінь... І моєю пристрастю стало знімати все.» — розповідає Марго.
Так дівчина стала професійно вивчати не тільки музику, а й фотографію, а згодом і назву своєї першої платівки пов'язала саме із фотомистецтвом. 
Серед фотографів, які вплинули на її творчість, називає таких відомих митців як Стівен Шор, Гаррі Грюйєр, Сол Лейтер і Софі Калле.  
Декілька років саме фотографія була основним заняттям Марго, але все змінила одна зустріч. 

#### «Instantanés» (2013)
Гітарист і композитор Трістан Сальваті (фр. Tristan Salvati), який шукав нових виконавців, переконав Марго поставити музику на перше місце серед професій. Молоді люди почали записувати демо-версії пісень і викладати їх на платформі «Noomiz», яка об'єднує митців, слухачів і музичних професіоналів. Там публіка настільки тепло зустріла новачків, що її увага дозволила їм очолити Топ інтернет-виконавців і протриматись на першому місці протягом декількох місяців, після чого Марго запропонували контракти одразу декілька студій. В 2012 році вийшов сингл «L’air de rien», а потім «Encore Une Histoire», кліпи до яких були відзняті в Лісабоні під час подорожі до Португалії. 
Нарешті повністю франкомовний дебютний альбом «Instantanés», великою мірою створений у співпраці з Сальваті, побачив світ 26 серпня 2013 на «Universal Music/Capitol». Назву цього альбому з французької можна перекласти як «миттєві світлини» або «моментальні фотознімки». Це поетично приголомшливий і високо музичний масив вишуканого попу в стилі найкращого шансону, в якому особливої популярності набули пісні «Toucher Le Soleil», «Lunatique», «Encore Une Histoire» і «L'air de rein», яка досягла 30 позиції в хіт-парадах в Бельгії (Ultratop) і 61 у Франції (SNEP).
Співачка припускає, що альбом міг би досягти значно більшого успіху, але зазначає, що «...я не мала бажання робити щось, щоб зробити свій альбом відомим і успішним, це вимагає багато жертв, на які я не була готова. Я люблю і ціную своє приватне життя більше!».

#### Сингли (2016–2018)
Зрештою співачка відмовилась від пропозиції працювати над другим студійним альбомом і обрала роботу в інших галузях, яка дозволяла б їй, з одного боку, розкрити свої інші таланти, а з іншого — більше часу приділяти сімейним і особистим справам (в лютому 2017 року після тривалої хвороби помер її батько): «Музика — це пристрасть, але я була не готова пожертвувати всім, оскільки мені було потрібно виражати себе і в інших сферах... Моє особисте життя також було дуже складним і я була потрібна родині і самій собі... Я розвиваюсь у світах, які дуже доповнюють один одного, — це мистецтво, дизайн, предмети розкоші і мода. Писання ж розвинулось ще деінде, окрім створення пісень.»
В цей період Марго отримала від компанії «Vestiaire Collective», що займається предметами розкоші, пропозицію керівної посади з широким спектром повноважень в області маркетингу і соціальних комунікацій, яку погодилась обійняти. Тим не менше, повністю не залишаючи музику, в 2016-2018 роках вона випустила декілька англомовних синглів в жанрі електро-поп — «Soon» (2016), «Drifting» і «Something You Can Do» (2018). Окрім Марго та Сальваті над цими треками працювали, зокрема, Деніс Браун (Dennis Brown) з гурту «POSTAAL», на той час висхідна зірка французької електросцени мультиінструменталіст «Fhin» і сам «хрещений батько» французької хауз-музики Алексіс Лятроб (Alexis Latrobe), більш відомий як Alex Gopher, який займався мастерінгом.
«Мені було потрібно більше стверджувати свою особистість, а це передбачало музичну емансипацію... Я отримала свободу руху, що дозволяє мені наблизити свою музику до того, що я люблю і ким я є», — пояснює вона зміну своєї музики. — «... для мене співати англійською так само можливо, як і французькою. Я довго цього хотіла. Голос ставиться по-іншому, слова також. Це була можливість, з новим проєктом і самостійним виробництвом звукозапису, йти до цієї новизни, де, я думаю, я нарешті почуваю себе більш комфортно».
Про пісню «Soon» (англ. «Скоро»), яка вийшла першою після довгого творчого мовчання, в коментарі британському журналу «Clash» співачка зазначила наступне: «Вона дуже підходить до моєї непостійної особистості!.. Вона доволі неоднозначна, я думаю, також оскільки ви можете слухати її в будь-який час вашого дня чи життя... Коли ви щасливі, в меланхолії, на прогулянці, прокидаєтесь; раннім вечором чи пізньої ночі... В ній є щось палке, однак різке і містичне. Писати і співати пісню було наче робити автопортрет, але намагаючись не відкрити все одразу...«  «Clash» назвав пісню «розкішним, спектральним поверненням» (A gorgeous, spectral return...), а музичний онлайн-ресурс «With Guitars» відзначив, що «звук є сучасним, палким і сонячним». 
«Drifting», назву якої з англійської можна перекласти як «Дрейф» або «Плин», — повільна, меланхолійна пісня про стосунки з самим собою, які впливають на інші стосунки в житті: з тими, кого любиш, з часом, що проходить. Цей трек — в першу чергу чуттєвий мелодійний вокал на фоні електронної музики і пружних барабанів.
Співачка так описала цю пісню: «Дрейфуючи від самого себе, Ви дрейфуєте від того, що Вас оточує. Шлях, яким ми проходимо через життєві перепони, вибори, які ми робимо. Це [пісня] про меланхолію, ностальгію і навчання. Плин життя, який бере своє, якому ми дозволяємо себе нести і проти якого ми іноді боремось, спогади, за які ми міцно тримаємось або які мусимо відпустити».
«Something You Can Do» (англ. «Щось, що ти можеш зробити») створена в значно швидшому темпі, більш оптимістична, це досить впевнений, але той самий теплий і пронизливий, голос та чіткі і жваві гітарні ритми під звучний барабан.
«Something You Can Do» — про зізнання комусь про деталі, які ви тримали в таємниці... Про те, через що ви пройшли, ваші почуття, ваші сподівання, вашу біль також... Ця пісня — м'яке нагадування, що кожен проходить через обставини, про які ми можемо навіть не уявляти, і що іноді треба зовсім небагато, щоб бути поряд з тим, кому ти можеш бути потрібен. Навіть якщо це і не так просто, завжди є щось, що ти можеш зробити», — розкриває ідею співачка.
В 2018 році як сторонній виконавець взяла участь в записі електро-соул треку «All Change» франко-британського дуету «POSTAAL», що увійшов до їхнього однойменного альбому.

#### «Disconova» (2022)
Бажання більш активно співати ніколи не полишало Марго, але велика кількість інших справ не давала жодної можливості надовго повертатися в студію, окрім того, вона не мала бажання писати власні пісні, оскільки ще не була готова розкривати свої почуття. І одного разу за філіжанкою кави Гійом Діпан (Guillaume Depagne), креативний директор, з яким Марго працювала над першим диском в студії “AZ”/"Capitol" і з того часу підтримувала спілкування, запропонував їй записати альбом, що складався б із вже відомих пісень, які їй подобаються, — після чого «все склалося природно і легко».
Реліз другого альбому співачки "Disconova" відбувся 3 червня 2022 року під її справжнім ім'ям Margaux de Fouchier у співробітництві з лейблом «Un Plan Simple». Це англомовна платівка, що переважно складається з кавер-версій відомих диско хітів, переспіваних в стилі босанова (а відтак і назва альбому походить від поєднання назв цих двох музичних напрямків), але містить і деякі переспівані рок хіти. Серед каверів — «Y.M.C.A.» Village People, «Heart of Glass» Blondie, «Last train to London» Electric Light Orchestra й деякі інші. Планувалось додати в альбом і франкомовні хіти, але результат створення кавер-версій для них не задовільнив команду, і від цієї ідеї відмовились.
Подібне незвичне поєднання музичних напрямків співачка пояснила так: «[Босанова] це сонячний, теплий, блискучий спосіб очистити культові речі, які випускають доволі часто. Це дозволяє вам органічно додати екзотичний штрих, щоб висвітити мелодії і тексти, які ви знаєте на па́м'ять, але насправді не приділяєте їм більше уваги. І ще поєднання диско і босанова є несподіваним на папері, змогти їх змішати стало справжнім випробуванням... Думаю, я спробувала надати інтерпретацію, перепривласнити ці пісні в простий, спонтанний спосіб, ближчий мені, не граючи».
22 вересня 2022 вийшов бонус-трек до альбому — ремікс хіта Рода Стюарта «Da Ya Think I'm Sexy?». Також до альбому було створено мерч з його символікою — футболки і світшоти.

## Мода і стиль
Є автором ряду фотографічних серій в діапазоні від портретів до архітектури і водночас частим гостем по іншій бік фотокамери. Марго з'являлась на сторінках багатьох відомих журналів, від «Marie Claire» до «Vogue», а також впливових онлайн-ресурсів, таких як Highsnobiety.

Протягом двох з половиною років працювала головою з соціальних комунікацій (Head of Social) в компанії з продажів вжитих предметів розкоші «Vestiaire Collective», після чого створила власну консультативну агенцію з брендингу і соціальних комунікацій. Зокрема співпрацює з дизайнерським домом «Maison Matisse», що належить нащадкам видатного художника і декоратора Анрі Матісса, який займає особливе місце у вподобаннях Марго «через його оптимізм, його невтомну працю, його пристрасть, його кольори, його любов до каліграфії».
«[Бажано, якщо] робота — це те, що ти любиш і до чого маєш пристрасть»
Марго зазначає, що двома фільмами, які вплинули на її смаки щодо одягу, стали «Баррі Ліндон» Стенлі Кубрика і «Амадеус» Мілоша Формана, музика і костюми з яких вразили її в дитинстві. Її стиль є спонтанним, залежним від настроїв і бажань, — жіночним, еклектичним і мінімалістським. Серед улюблених модельєрів — австралійка Кім Елері (Kym Ellery), американка Кейт Гольштейн (Cate Holstein), італійка Марія Грація К'юрі (Maria Grazia Chiuri) і міланський бренд The Attico. Улюблені бренди взуття — Ghazal, Loewe, Weston, Fabrizio Viti, Soeur, Carel. 

«Мені подобаються різні стилі, але часто мені важко їх відтворити, тому я обираю комфорт, адже стиль для мене — це в першу чергу про ставлення», — розповідає вона. Через це серед речей, які найчастіше можна побачити на Марго, — джинси або штани з високою талією, біла футболка або чорний чи прозорий топ з квадратним вирізом, чоботи, кросівки або мокасини, стейтмент-жакет або великий плюшевий жакет.
«Я вірю, що мода — це те саме, що й створювати мистецтво. Замість того, щоб слідувати трендам, важливо вільно носити те, що відповідає вашому настрою і удосконалює вашу чутливість»
Ювелірні прикраси вважає предметами мистецтва, збираючи колекцію, яку можна буде передати, вибираючи їх спонтанно: «В основному із золота, іноді ретро, іноді ультрамодерні, часто — позачасові». Перевагу надає виробам Anissa Kermiche, Yannis Sergakis, Studio Ad. Ornem, Grainne Morton, Loyal.e, Mansano, Annelise Michelson, Dinh Van, Douze, Charlotte Chesnais, Sansoeurs.
В 2021 році у співробітництві з французьким брендом жіночого одягу «Fête Impériale» створила колекцію купальників і пляжних речей (кімоно, саронг, сорочка) в теплих і м'яких кольорах «золотої осені», для реклами яких сама виступила в ролі моделі. Речі продаються в ціновому діапазоні 140-360 євро.
Марго є прибічником повільної моди, одного з напрямків повільного руху, що протистоїть сезонній моді, масовому виробництву одягу, неетичним і неекологічним методам виробництва. Визнаючи, що тривалий час сама була частиною проблеми, намагається підтримувати більш продумане, відповідальне і етичне споживання, зокрема перешиваючи одяг, який перестає підходити за розміром, обираючи натуральні матеріали і бренди з екологічним виробництвом. Має деякі високоякісні речі, успадковані від матері, які носить багато років, зокрема жакет від YSL.
«Я більше не роблю спонтанні покупки, рідко потураю примхам і насправді волію балувати себе тривкими речами, які я завжди планую тримати у себе роками», — пояснює Марго.

## Особисте життя

### Родина
Мати Марго загинула в автокатастрофі, коли дівчинці було 11 років .  
Батько, Філіп де Фуш'є, був відомим архітектором, зокрема, брав участь у реконструкції району Прескіль (Presqu'île) в історичній частині Ліону, що входить до спадщини ЮНЕСКО.
Має двох старших сестер, які є дизайнерками, — Паскаль (архітектор інтер'єру) і Дженіфер (сценічний дизайнер).
Тітки і бабуся по материнській лінії довгий час проживали в Тусоні (Аризона).

### Проживання
Мешкає переважно в Парижі в мансардній квартирі в VI окрузі. Батьківський дім родини де Фуш'є знаходиться в Бретані, в комуні Валь-Андре, і оскільки обидві сестри проживають за кордоном та саме на Марго полягає обов'язок опікуватись будинком, вона регулярно буває на півночі Франції  .

### Смаки
Улюблені квіти — півонія, камелія і соняшник (останній через ту особливість, що квітка соняшника повертається слідом за сонцем).
Улюблені письменники — Крістіан Бобен, Франсуаза Саган, Гарі Ромен і Томас Віно (Thomas Vinau).

### Громадянська позиція
Маючи громадянство США, критично висловлювалась щодо напрямку розвитку держави після обрання президентом Дональда Трампа і змін у федеральному законодавстві щодо абортів, пов'язаних із справою Dobbs v. Jackson Women's Health Organization: «Я безсумнівно розчарована бачити те, що країна, яка хоче бути сучасною та прогресивною, відступає у стількох багатьох напрямках, які є суттєвими для свободи. Такий  регрес дуже складно спостерігати. Він приголомшливий, катастрофічний, жахливий... Я засмучена і розлючена...».

## Дискографія
| Назва      | Instantanés | Disconova |
| Рік        | 2013        | 2022      |
| Обкладинка |             |           |
|            |             |           |